# János Balogh (joueur d'échecs)
Pour les articles homonymes, voir János Balogh et Balogh.
János Balogh était un maître international d’échecs par correspondance.
Il a donné son nom à la défense Balogh.